# Gradi dell'aeronautica egiziana
Il più alto grado dell'Aeronautica militare egiziana è Farīq 'awwāl, omologo del maresciallo capo dell'aria della Royal Air Force. Tale grado è stato raggiunto dall'ex presidente Mubārak che proveniva dai ranghi dell'Aeronautica, di cui era a capo prima di diventare presidente dell'Egitto in seguita all'assassinio di Sadat di cui era vicepresidente.

## Gradi

### Gradi degli ufficiali
| Ufficiali                                   | Ufficiali                        | Ufficiali                         | Ufficiali                       | Ufficiali                       | Ufficiali                           | Ufficiali                        | Ufficiali                        | Ufficiali                                    | Ufficiali                           |
| 1º Maresciallo dell'aria                    | Maresciallo dell'aria            | Vice maresciallo dell'aria        | Commodoro dell'aria             | Colonnello                      | Tenente colonnello                  | Maggiore                         | Capitano                         | Primo tenente                                | Tenente                             |
| in arabo فريق أول طيار‎? (Farīq 'awwāl tyar) | in arabo فريق طيار‎? (Fārīq tyar) | in arabo لواء طيار‎? (Līwa'ā tyar) | in arabo عميد طيار‎? (Amīd tyar) | in arabo عقيد طيار‎? (Aqīd tyar) | in arabo مقدم طيار‎? (Muqāddām tyar) | in arabo رائد طيار‎? (Rāyīd tyar) | in arabo نقيب طيار‎? (Nāqīb tyar) | in arabo ملازم أول طيار‎? (Mulāzīm 'awwāl t.) | in arabo ملازم طيار‎? (Mulāzīm tyar) |
| ------------------------------------------- | -------------------------------- | --------------------------------- | ------------------------------- | ------------------------------- | ----------------------------------- | -------------------------------- | -------------------------------- | -------------------------------------------- | ----------------------------------- |
|                                             |                                  |                                   |                                 |                                 |                                     |                                  |                                  |                                              |                                     |

### Gradi di sottufficiali graduati e comuni
| Sottufficiali e graduati          | Sottufficiali e graduati | Sottufficiali e graduati | Truppa                 |
| Primo sergente                    | Sergente                 | Caporale                 | Aviere                 |
| in arabo رقيب أول‎? (Rāqīb 'awwāl) | in arabo رقيب‎? (Rāqīb)   | in arabo عريف‎? (Arīf)    | in arabo جندى‎? (Jundī) |
| --------------------------------- | ------------------------ | ------------------------ | ---------------------- |
|                                   |                          |                          | nessin distintivo      |